# Quaix-en-Chartreuse
Quaix-en-Chartreuse è un comune francese di 931 abitanti situato nel dipartimento dell'Isère della regione dell'Alvernia-Rodano-Alpi.

## Società

### Evoluzione demografica
Abitanti censiti